# Felizzano
Felizzano é uma comuna italiana da região do Piemonte, província de Alexandria, com cerca de 2.395 habitantes. Estende-se por uma área de 25 km², tendo uma densidade populacional de 96 hab/km². Faz fronteira com Altavilla Monferrato, Fubine, Masio, Oviglio, Quargnento, Quattordio, Solero, Viarigi (AT).

## Demografia
| Variação demográfica do município entre 1861 e 2011                               |
|                                                                                   |
| Fonte: Istituto Nazionale di Statistica (ISTAT) - Elaboração gráfica da Wikipedia |